# Gips
Gips, afgeleid van het Griekse γύψος, dat krijt of gips betekent, is een mineraal dat grotendeels uit calciumsulfaat CaSO4 bestaat, een verbinding van het calcium- en het sulfaation.

## Fysische eigenschappen en voorkomen
In de natuur komt calciumsulfaat in kristallijne vorm als seleniet en als albast voor. Deze vormen hebben twee moleculen kristalwater in het kristalrooster: CaSO4·2H2O.
Calciumsulfaat kan meerdere verschijningsvormen aannemen, maar die hebben geen effect op het chemische gedrag van de stof.
- di-hydraat, CaSO4 · 2H2O, het uitgeharde gips of de gipskristallen die in de natuur worden aangetroffen;
- hemi-hydraat, 2 CaSO4 · H2O, calciumsulfaathemihydraat of dicalciumsulfaatmonohydraat, een gipspoeder dat bij toevoeging van water weer kristalwater opneemt en daardoor weer hard wordt en weer het di-hydraat vormt;
- gamma-anhydraat, CaSO4, de waterarme vorm. Wordt onder andere gebruikt voor droogmiddelen.
- bèta-anhydraat, CaSO4, de watervrije vorm. Wordt onder andere in de bouw als vulstof gebruikt.

Bij het verhitten van gips boven 150 °C dehydrateert het mineraal gedeeltelijk: het verliest water uit zijn kristalrooster en er wordt hemi-hydraat gevormd:
{\displaystyle {\ce {2 CaSO4 . 4 H2O -> (CaSO4)2 . H2O + 3H2O}}}
Wordt het hemi-hydraat verder verwarmd (180 °C), dan ontstaat er calciumsulfaat met zeer weinig kristalwater. We spreken dan van het gamma-anhydraat. Bij toevoegen van water gaat dit weer over in het di-hydraat. Dit wordt onder meer gebruikt voor droogmiddelen.
Wordt het hemi-hydraat nog verder verwarmd (250 °C), dan ontstaat calciumsulfaat zonder kristalwater. We spreken dan van bèta-anhydraat. Dit heeft een ander kristalrooster dan gamma-anhydraat en neemt geen water op, zelfs niet over geologische tijdspannen.
Gips is zacht. Op de hardheidsschaal van Mohs heeft het hardheid twee. Met een vingernagel kan men een kras maken in gips, wat aangeeft dat gips zachter is dan nagel.
Gips komt in de natuur voor en er kunnen dikke afzettingen in gesteentelagen van aanwezig zijn. Doordat gips van nature erg zacht is, zal het snel eroderen. Als gips in de formatie van een berg aanwezig is, zullen de gipslagen zich onder gesteentelagen van minder erosiegevoelige gesteenten als zandsteen en kalksteen bevinden. Een voorbeeld van een berg die gedeeltelijk uit gips bestaat, is de Dent du Villard.
Doordat gips kristalwater bevat, kan het worden gebruikt als brandvertrager. Mede hierom wordt gips veel toegepast in de bouw. Het wordt dus ingezet als een vlamvertrager, bijvoorbeeld in verf of plafondelementen.
Het mechanisme van de vlamvertraging gaat als volgt. De energie (warmte) van de brand maakt het kristalwater vrij. Daarbij ontstaat eerst CaSO4 · ½H2O en bij voldoende hoge temperatuur ten slotte CaSO4.
Gips zet bij verharding iets uit (0,5%).

## Productie

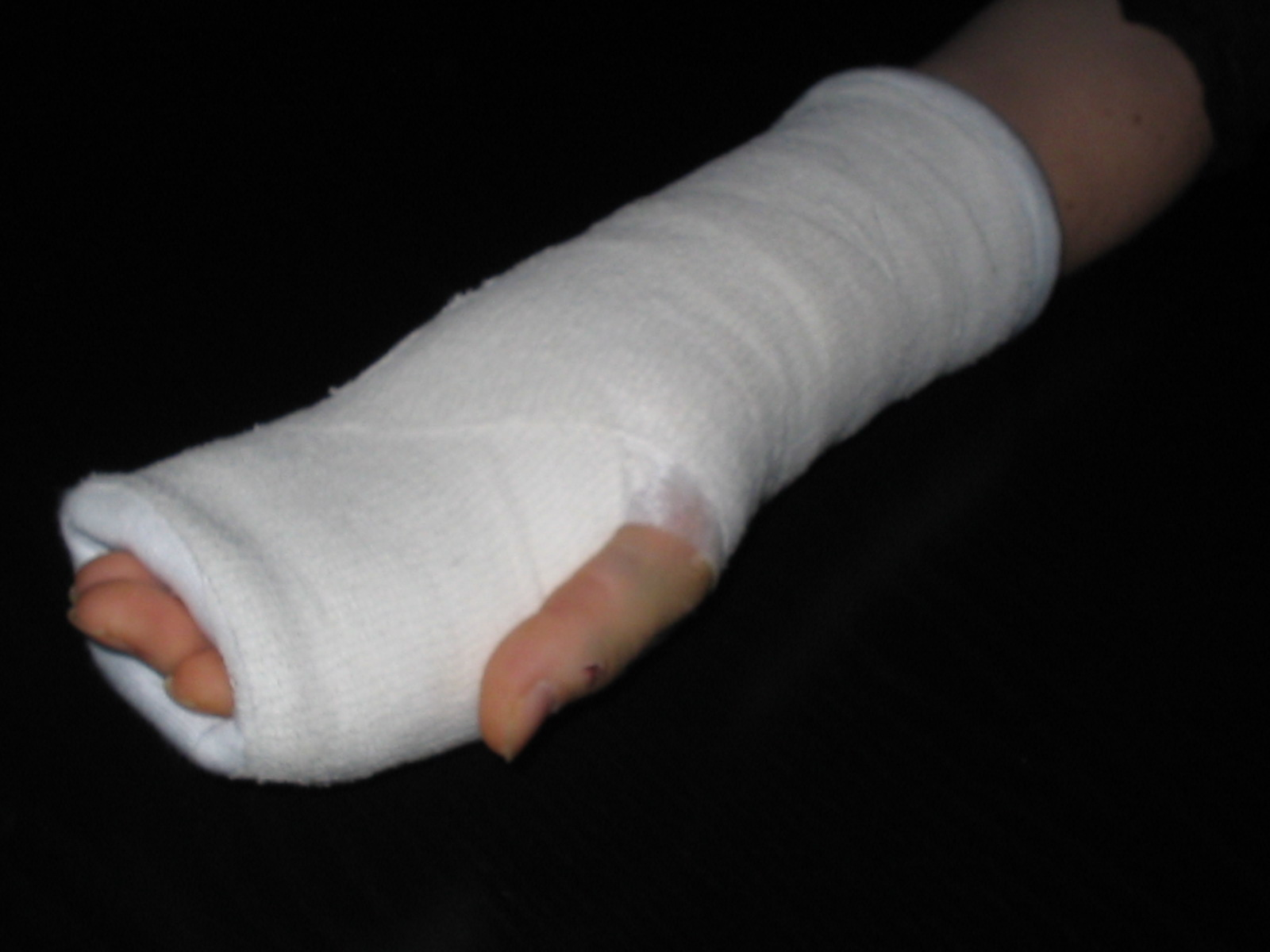
Een hand in gipsverband

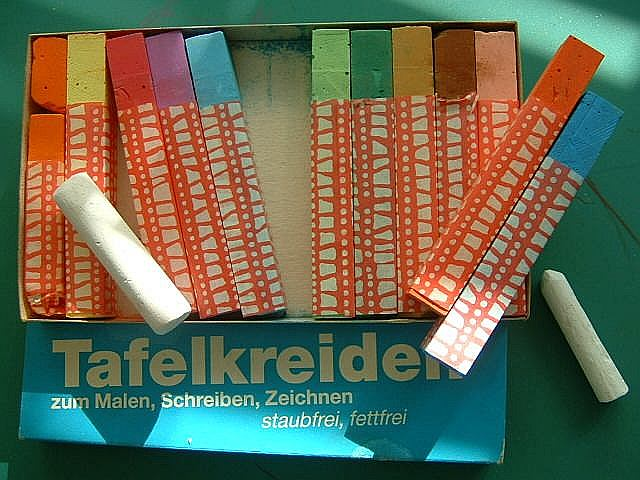
Krijtjes worden meestal van gips gemaakt

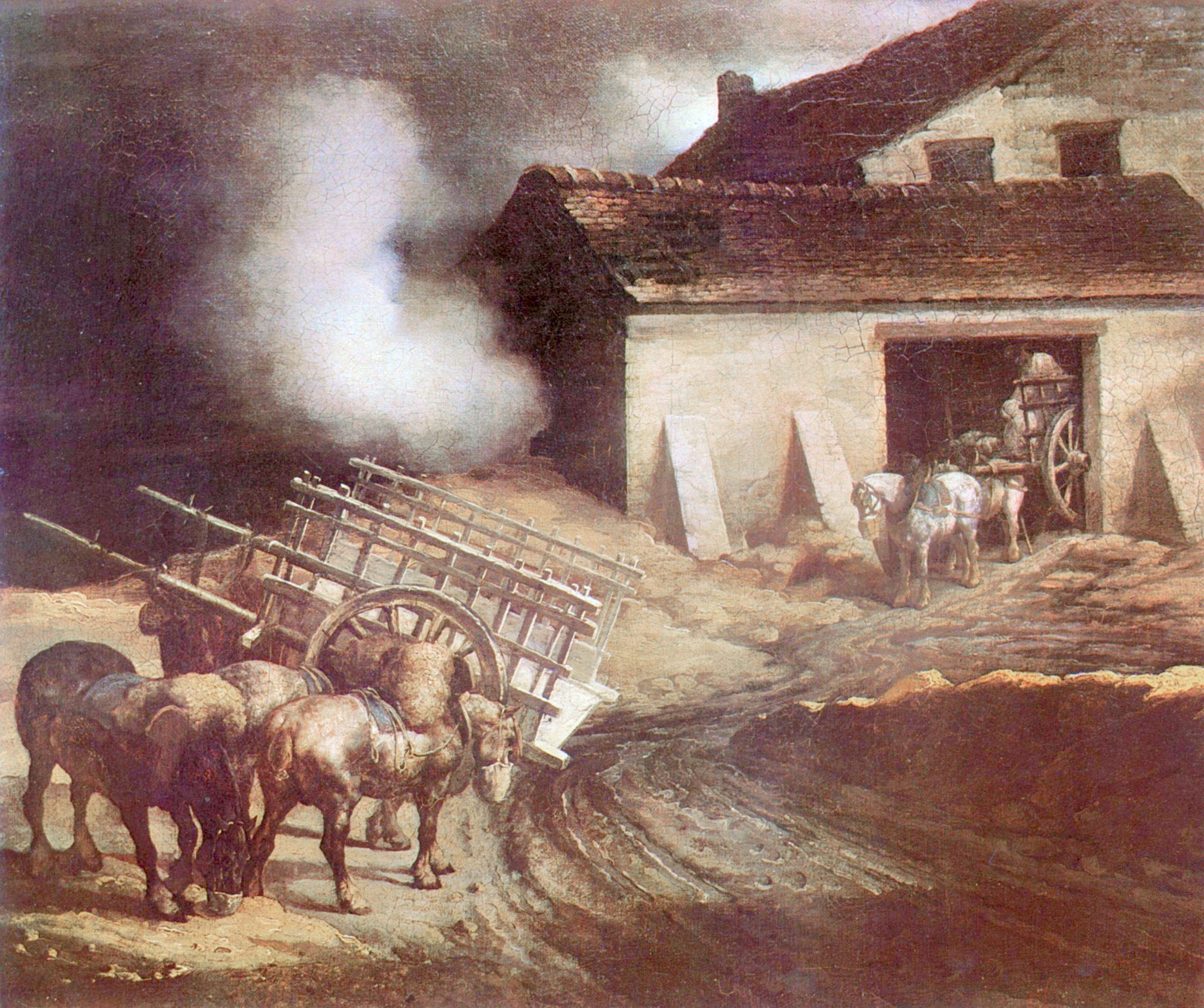
Gipsbranderij

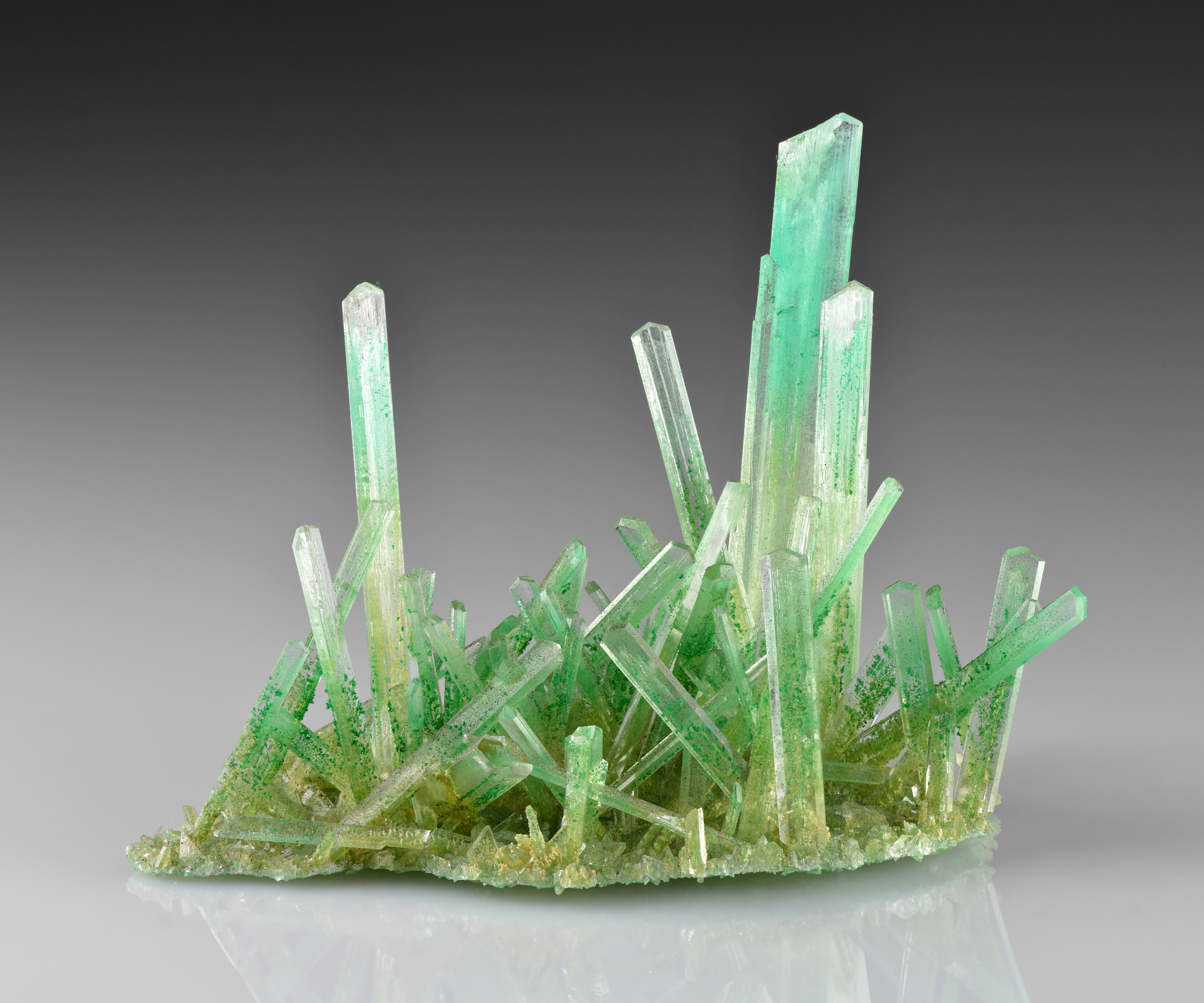
Gipskristallen, Sieroszowice mijn bij Lubin, Neder-Silezië, Polen.

Gips kan op diverse manieren verkregen worden. Hieronder de drie belangrijkste bronnen van gips:
1. Natuurgips wordt gedolven in sites uit de natuur, vooral in Frankrijk, in het bekken rond Parijs. De eerste gipslagen ontstonden zo'n 100 tot 200 miljoen jaar geleden door verdamping van het zeewater in de ondiepe wateren van de aarde.
2. Fosfo-gips ontstaat als restproduct bij de productie van fosfaten. Fosfaten worden toegepast in diverse processen en producten als voedings- en metaalproducten, waterbehandeling en -zuivering, meststoffen, verven en papier. Dit type gips wordt gekenmerkt door een hoge zuiverheidsgraad en een helwitte kleur.
3. Sulfo-gips ontstaat bij de recyclage uit de met steenkool aangedreven elektriciteitscentrales. Dit is beter bekend als RO-gips (rookgasontzwavelingsgips). Simpel gezegd worden de rookgassen door een kalk-emulsie gevoerd en dan geoxideerd, waardoor het zwavel uit de steenkool zich bindt aan de kalk. Als er zuurstof doorheen geblazen wordt, verandert het calciumsulfiet in sulfaat en ontstaat gips met een hoge zuiverheidsgraad.

## Gips in de geneeskunde
Gips wordt, met verband verstevigd, gebruikt om gebroken of verstuikte lichaamsdelen te fixeren, het zogenaamde gipsverband.
In 1851 beschreef de Nederlandse militaire arts Antonius Mathijsen voor het eerst het gipsverband.
Gips wordt ook door (orthopedische) medici gebruikt als een osteoconductieve botvervanger. Botvervangers worden toegepast bij botbreuken die niet spontaan helen of wanneer er loze ruimtes binnen het bot opgevuld moeten worden
Gips wordt door cellulair weefsel herkend als een mineraal, waardoor het oplost (geresorbeerd wordt). Door het productieproces van gips te controleren ontstaat er een uniforme kristalstructuur. Deze uniformiteit maakt het mogelijk om de resorptiesnelheid en de biologische respons te voorspellen. De snelheid van resorptie is daardoor gelijk aan de aanmaak van botweefsel (6 tot 8 weken). Door de vorm en grootte van de kristallen ontstaat er een netwerk waar nieuw botweefsel doorheen kan groeien.
In het geval van een infectie is het mogelijk om gips te mengen met een antibioticum zoals tobramycine. De afgifte van het antibioticum wordt gereguleerd, waardoor er een constante afgifte van het antibioticum plaatsvindt tot week vijf. Het antibioticum wordt lokaal, op de plaats van het defect, afgegeven. Dit resulteert in therapeutische hoeveelheden antibiotica op de plaats van de ingreep en er worden hierdoor lage systemische hoeveelheden antibiotica gerealiseerd.
Klinisch gebruik van gips als botvervanger voor tandheelkundige en orthopedische indicaties wordt al ruim een eeuw in de literatuur beschreven. In 1925 omschreef Kofmann, in een overzicht van Bahn, het succesvolle gebruik van gips bij het opvullen van loze ruimtes in bot, waaronder een met een abces in het scheenbeen 7 jaar na de operatie. Van 1925 tot 1945 beschreven Oehlecker, Nordmann, Edberg en Nielson vele successen van het gebruik van gips bij het opvullen van loze ruimtes in bot, waaronder resectie van maligne cysten en tumoren. Van 1957 tot 1978 gebruikte Peltier gips als botvervanger, onder meer voor traumatische defecten in het scheenbeen, femurfracturen, botcysten en tumoren.
Uit diverse studies is gebleken dat gips een goed alternatief is voor autoloog botweefsel. Ook is gebleken dat calciumsulfaat een uitstekend hulpmiddel is bij gewrichtsvervanging, doordat het als vulling gebruikt wordt voor loze ruimtes / botdefecten en als vervanging dient voor autografts en allografts. De door de jaren heen verrichte onderzoeken hebben ertoe geleid dat gips tegenwoordig als hoofdbestanddeel wordt gebruikt bij botvervangers.

## Gips in de bouw
In de bouw wordt gips als pleister, gipsblokken en gipsplaten gebruikt.
Reeds in de oudheid werd gips als bouwmateriaal gebruikt, bijvoorbeeld bij de bouw van de piramiden van Gizeh, of de Alabastermoskee in Caïro. De Grieken gebruiken het materiaal voor versieringen aan huizen.
Gips wordt soms aan cement toegevoegd om de reactie te vertragen. Deze mengeling is echter zeer af te raden vanwege het risico op vorming van agressieve zouten zoals ettringiet.

## Andere toepassingen
- In de landbouw, als pH-neutrale meststof.[5]
- Het Italiaanse woord voor gips is gesso. Een mengsel van gips en lijm werd vanouds gebruikt als schildergrond, de gesso grosso. Doodgeweekte gips vermengd met lijm, werd hierover als afwerkingslaag aangebracht de z.g. gesso sottile.
- Gips wordt wel in de beeldhouwkunst gebruikt om eenmalige mallen te maken voor afgietsels in diverse materialen.
- Gips, vermengd met vuurvaste materialen als chamotte, wordt gebruikt om vuurvaste gietvormen te maken bij het bronsgieten met de verlorenwasmethode.
- Afdrukmateriaal in de tandheelkunde
- Afgietsels van beelden worden van gips gemaakt. Vandaar dat zo een beeld ook een 'gips' wordt genoemd.
- Alabastine
- Archeologisch conserverings- en restauratiewerk
- Bindstof in inbedmaterialen en soldeermaterialen
- Calciumsulfaat is toegelaten als voedingsadditief voor voedingsmiddelen
- Duplicatiemateriaal voor modellen
- Het E-nummer van calciumsulfaat is E516. Het wordt onder andere als bindmiddel voor tofu dan wel tahoe gebruikt.
- Grondverbeteraar
- Schoolbordkrijtjes
- Slibgieten: bij het werken met gietklei, zoals in de keramische industrie, bij het maken van bijvoorbeeld toiletpotten, worden gipsen gietkappen gebruikt als mal en om water aan de gietklei te onttrekken
- Vulstof in verf en in tandpasta
- CaSO4 wordt in zijn watervrije toestand soms gebruikt in vuurwerk als hogetemperatuuroxidator, zoals in rode sterren of sommige flashcomposities.